# Southern Hockey League
Southern Hockey League (SHL) (česky: Jižní hokejová liga) byla americká profesionální liga v letech 1973–1977. Ve stejném roce byla založena sousední liga North American Hockey League (česky: Východní americká hokejová liga). V rozpětí jednoho týdne v lednu 1977 zůstali v soutěži pouze tři mužstva. 31. ledna 1977 ukončila liga provoz.

## Týmy
| Tým                       | Rok       | Počet | Město                           |
| ------------------------- | --------- | ----- | ------------------------------- |
| Baltimore Clippers        | 1976–1977 | 1     | Baltimore, Maryland             |
| Charlotte Checkers        | 1973–1977 | 4     | Charlotte, Severní Karolína     |
| Greensboro Generals       | 1973–1977 | 4     | Greensboro, Severní Karolína    |
| Hampton Gulls             | 1974–1977 | 3     | Hampton, Virginie               |
| Macon Whoopees            | 1973–1974 | 1     | Macon, Georgie                  |
| Richmond Wildcats         | 1976–1977 | 1     | Richmond, Virginie              |
| Roanoke Valley Rebels     | 1973–1976 | 3     | Roanoke, Virginie               |
| Suncoast Suns             | 1973–1974 | 1     | Saint Petersburg, Florida       |
| Tidewater Sharks          | 1975–1977 | 2     | Norfolk, Virginie               |
| Winston-Salem Polar Twins | 1973–1977 | 4     | Winston-Salem, Severní Karolína |

## Vítěz
| Sezona  | Mistr                 |
| ------- | --------------------- |
| 1973-74 | Roanoke Valley Rebels |
| 1974-75 | Charlotte Checkers    |
| 1975-76 | Charlotte Checkers    |
| 1976-77 | Hampton Gulls         |

## Individuální rekordy

### Za sezonu
- Góly – 59, André Deschamps (Charlotte Checkers) 1974/75
- Asistence – 79, Claude Chartre (Hampton Gulls) 1974/75
- Body – 114, Steve Hull (Charlotte Checkers) 1974/75
- Trestné minuty – 276, Frank Beaton (Hampton Gulls) 1975/76

### Za kariéru
- Zápasy – 262, Guy Burrowes
- Góly – 128, Yvon Dupuis
- Asistence – 164, Wally Sprange
- Body – 225, Wally Sprange
- Trestné minuty – 479, Ron Hindson